# ۱۴۰۹ (قمری)
۱۴۰۹ (قمری)، هزار و چهارصد و نهمین سال در گاهشماری هجری قمری است. اول محرم این سال برابر با چهاردهم اوت سال ۱۹۸۸ میلادی است.

## رویدادها

### رجب
- ۸ رجب - صدور فتوای حکم اعدام سلمان رشدی نویسنده کتاب آیات شیطانی توسط روح‌الله خمینی.